# Sylvia Rickard
Sylvia Rickard (* 19. Mai 1937 in Toronto) ist eine kanadische Komponistin.
Rickard hatte Klavierunterricht bei Della Johnston und Grace Bailey und Unterricht in Musiktheorie bei Cecilia McLean. Ab 1959 studierte sie Französisch und Russisch an der University of British Columbia. Parallel belegte sie einen Kurs für Musiktheorie und Komposition bei Jean Coulthard. Sie setzte ihre Sprachausbildung an der Universität Grenoble und der Stanford University fort und erhielt 1970 an der University of British Columbia das Lehrzertifikat.
Nach einem vierzehnmonatigen Aufenthalt in Indien begann sie 1973 ein Kompositionsstudium an der Shawnigan Lake Summer School of the Arts, daneben nahm sie privaten Unterricht bei Coulthard. Das Kompositionsstudium setzte sie 1978–79 am Banff Centre fort, von 1987 bis 1988 studierte sie außerdem Musikwissenschaft an der University of Victoria.
In den 1970er Jahren war Rickard dreimal Preisträgerin des Okanagan Composers’ Festival. Sie wirkte dann selbst bei zahlreichen Kompositionswettbewerben als Jurorin. 1987 gründete sie die Murray Adaskin Scholarship Concerts an der University of Victoria, die sie bis 1999 leitete. Ab 1990 gehörte sie dem Canadian Music Centre an, ab 1996 der Canadian League of Composers. Neben zahlreichen kammermusikalischen Werken komponierte sie Lieder, Chorwerke und eine Oper.

## Werke
- Pastorale for Flute and Strings, 1974
- Sonata for Oboe and Organ, 1974
- Silvergreen für Klavier, 1972
- Estival (formerly Ballet Sonatina) für Klavier, 1973
- Four Indian Songs für Sopran und Klavier, 1974
- Leprechaun Suite for Guitar, 1975
- Ile de Ré für Cello und Klavier, 1975 (Jean Coulthard gewidmet)
- A Breast for Beating in My Hour of Need für Cello, 1976
- Three Chinese Songs of Autumn für Bassbariton, und Horn oder Flöte und Harfe, 1978
- L’Arc-en-ciel für Harfe oder Klavier, 1980
- Theme and Variations for Solo Harp, 1982
- Ambystoma für Klavier, 1981
- 5 Pieces: Invention, Minuet and Trio, Polonaise, L’Arc-en-ciel, Study, Unterrichtsstücke für Klavier, 1982
- Epithalamion (nach einem Gedicht von John Donne) für Sopran und Geige, 1984
- Four Indian Songs für Sopran und Orchester, 1985
- Varsix Tango für Cello oder Geige und Klavier, 1986
- My Faithful Dog, On the High Seas, Playing Fair Unterrichtsstücke für Cello und Klavier, 1986
- Why Nobody Pets the Lion at the Zoo (nach einem Gedicht von John Ciardi) für zwei Klaviere und Erzähler, 1986
- Waltz (from “Fantasie on a Theme by Jean Coulthard”) für Klavier und Streichquartett, 1987
- The Five Elements für Holzbläserquintett, UA 1987
- Requiem for Judith (nach einem Gedicht von Sheilagh Ogilvie) für Sopran, Mezzosopran und Klavier, 1987
- String Quartet No. 1: Human Time Zones, 1988
- The Mature Student (nach einem Text von Sylvia Rickard, Norma Selwood und Lanny Pollet) für Mezzosopran und Klavier, 1989
- Kuer für Wolfgang: Suite for Brass Sextet, Solo Bassoon, Four Percussion, 1990
- Little Latin Suite für Cello und Klavier, 1991
- Rum-ba-ba für vier Bratschen und Kontrabass, 1992
- Birth, Death and Regeneration nach Rainer Maria Rilke für Tenor, Cello und Klavier, 1992
- with every breath you take... für Klarinette, 1993
- Fletcher’s Challenge: Allegorical opera in pageant form, 1993
- Songs of the Loon für Klarinette und Cello, 1995
- Three Chinese Songs of Autumn für Bass und Kammerorchester, 1995
- Love Flowers of Chinese Courtesans für Sopran und Harfe, 1995
- Belle-Mère (nach einem Gedicht von Claude Treil) für Bass und Klavier, 1995
- Brise Marine (nach einem Gedicht von Stéphane Mallarmé) für Sopran, Oboe (d’amore) und Klavier, 1995
- photographing you a... (nach einem Gedicht von Daphne Marlatt) für Sopran, Bratsche oder Cello und Perkussion, 1996
- Wreck We Em: Pour une voiture défunte... für Frauenchor und zwei Altsolistinnen, 1997
- Reunion für Cello, Klavier und Perkussion, 1997
- Nagareboshi/Shooting Stars für Klavier, 1997
- My Grouchy Cat für Cello und Klavier, 1998
- The Gardener’s Song für Mezzosopran und Gitarre oder Klavier, 1998
- The Bells of Casalmaggiore (nach einem Gedicht von Marie Balistreri) für Sopran, Geige, Bratsche und Cello, 1999
- Lullaby (nach einem Gedicht von Dorothy Parker) für Sopran und Bratsche, 2000
- Buttercup Fields (nach einem Gedicht von Lindsay Selwood) für mittlere Stimme und Klavier, 2000
- Sonata for Oboe and Organ, 2000
- Epitaph (nach einem Gedicht von Dorothy Parker) für Mezzosopran und Klavier, 2000
- Mopoongaleli für Harfe und Marimba, 2001
- Answering the Call (nach Gedichten von Lindsay Selwood) für Bariton, Klarinette und Gitarre, 2001
- Three Poems: “Epitaph” and “Unfortunate Coincidence” (nach Gedichten von Dorothy Parker) für Mezzosopran und Klavier, UA 2003
- Sonnet: The Song Within (nach einem Gedicht von John Gracen Brown) für gemischten Chor und Klavier, 2003
- Our Song (nach dem Gedicht My Mother, the Parrot von Janine Rickard) für Chor, 2005
- Welcoming Waves für Oboe oder Horn, Cello und Harfe, 2004
- Tuning to Spirit für Geige und Bratsche oder Cello, 2005
- Rarescale für Flöte oder Bassflöte und Klavier oder Harfe, 2006
- Plachuschy Myesyats (Weeping Moon) für sechsstimmigen gemischten Chor, 2007
- Song for the Earth for cello and piano, 2006
- Lullaby Arr. für Flöte und Bratsche, UA 2008
- Teco-Teco für Klarinette, UA 2008
- Anywhen, UA 2017
- Three Cabaret Songs für Sopran und Klavier, UA 2009
- The Language Police für hohe Stimme und Klavier, 2010
- Three Yeats Songs für Bariton und Klavier, UA 2014
- Three Late Period Yeats Songs für Bariton und Klavier, UA 2017
- Partition de Fête für Klavier, UA 2018
- Ouvir Estrelas für Sopran, Cello und Celesta, UA 2019
- Completing the Shamrock: 3 poems by William Butler Yeats für Bariton und Klavier, UA 2019
- Good-Bye, My Fancy für Bariton und Klavier (nach Walt Whitman), UA 2019
- Kat en Muis für Akkordeon, UA 2020

## Quelle
- Victoria Composers Collective Sylvia Rickard

| Personendaten    | Personendaten          |
| ---------------- | ---------------------- |
| NAME             | Rickard, Sylvia        |
| KURZBESCHREIBUNG | kanadische Komponistin |
| GEBURTSDATUM     | 19. Mai 1937           |
| GEBURTSORT       | Toronto                |